# Nederlandsche Vereeniging voor Ambachts- en Nijverheidskunst

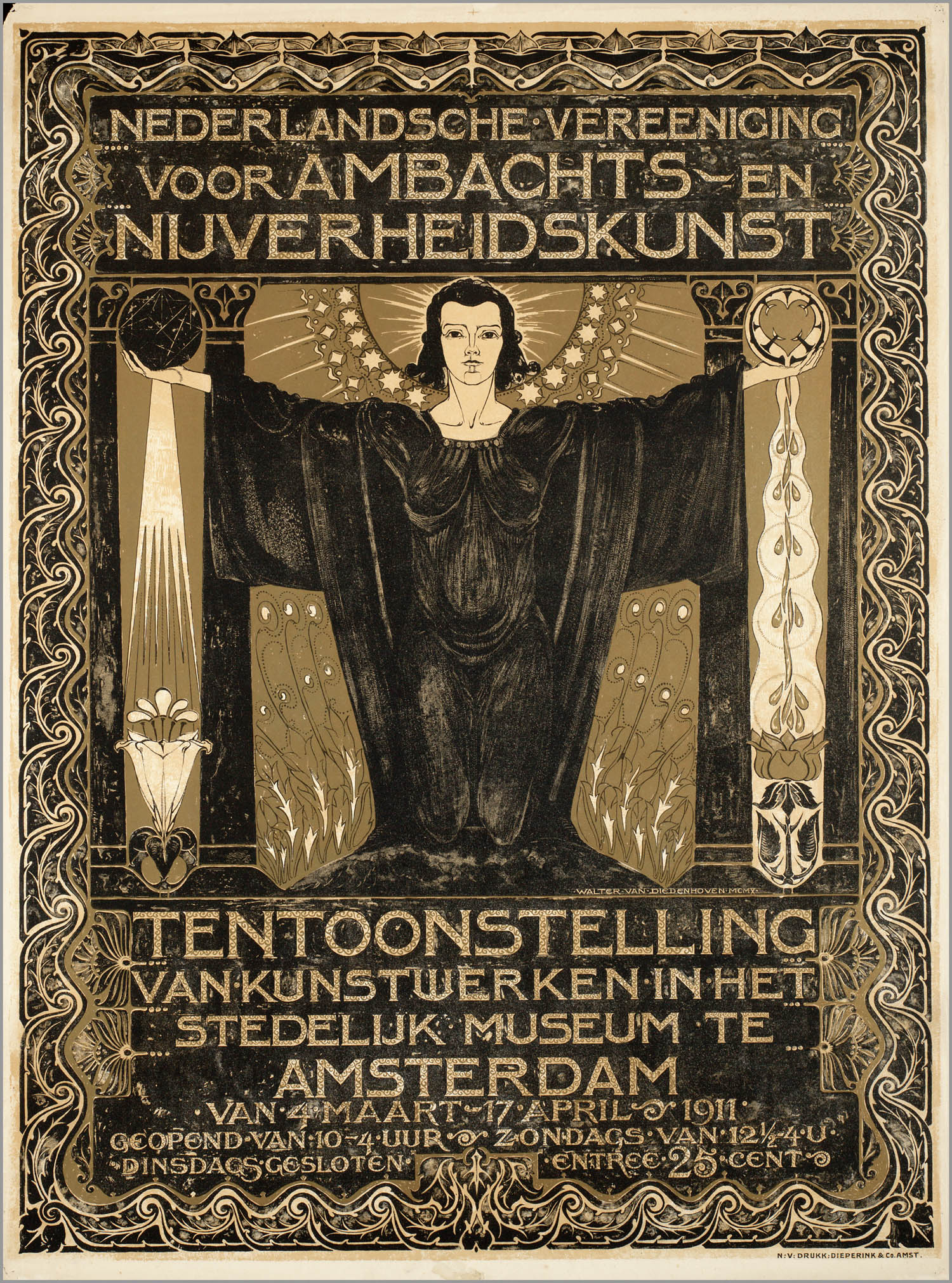
Affiche voor een tentoonstelling van de V.A.N.K., ontworpen door Walter van Diedenhoven (1911)

De Nederlandsche Vereeniging voor Ambachts- en Nijverheidskunst (V.A.N.K.) is een Nederlandse vereniging voor de bevordering van toegepaste kunst, opgericht in 1904 op initiatief van Jac. van den Bosch, Herman Hana, Klaas van Leeuwen, Willem Penaat en Antoon Molkenboer. In de V.A.N.K. verenigden zich de kunstnijveraars van Nederland die vóór die tijd aangesloten waren geweest bij aparte schilders- of architectenverenigingen. Bij de oprichters behoorden ook de kunstenaar Chris Lebeau en architect K.P.C. de Bazel.
De doelstelling was de ontwikkeling der ambachts- en nijverheidskunst te bevorderen en de belangen van de beoefenaars van die kunst te behartigen. N.P. de Koo was van 1915 tot 1940 secretaris van de V.A.N.K. De socialistisch georiënteerde Vereniging ontbond zich in 1941 om het door de bezetter verplichte lidmaatschap van de Kultuurkamer te ontlopen.

## Jaarboeken
De vereniging publiceerde van 1919 tot en met 1931 jaarboeken met steun van het in 1917 opgerichte ministerie van Kunsten en Wetenschappen. De uitgever was W.L. & J. Brusse's Uitgeversmaatschappij in Rotterdam. De ontwerpers van de elf omslagen waren:
- 1919 S.H. de Roos
- 1920 Mathieu Lauweriks
- 1921 S.H. de Roos
- 1922 Mathieu Lauweriks
- 1923-1924 N.J. van der Vecht
- 1925-1926 Jan van Krimpen
- 1927 J.B. Heukelom
- 1928 onbekend
- 1929 Vilmos Huszár
- 1930 onbekend
- 1931 onbekend